# Парламентские выборы в Тонге (2010)
Досрочные парламентские выборы в Тонге проходили 25 ноября 2010 года в соответствии с новым законом о выборах. Они определили новый состав Законодательного собрания Тонги.
Досрочные выборы были объявлены новым королем Георгом Тупоу V в июле 2008 года, незадолго до их коронации 1 августа 2008 года после конституционной реформы. Впервые большинство мест (17 из 26) в парламенте Тонги избралось всеобщим голосованием, а остальные девять мест были зарезервированы для представителей национальной аристократии. Это ознаменовало серьезный прогресс в истории 165-летнего правления монархии и переход к полностью представительной демократии. Избранный парламент описывался как «первый демократически избранный парламент Тонги».
В результате выборов Демократическая партия Дружественных островов, созданная в сентябре 2010 года и возглавлявшаяся ветераном движения за демократию Акилиси Похива, получила наибольшее количество мест — 12 из 17 избираемых мест «народного представителя».

## Предвыборная обстановка
Перед этими выборами члены Законодательного собрания Тонги назначались главным образом монархом, который также выбирал премьер-министра и кабинет министров. Только 9 из 30 мест избирались, а ещё 9 мест парламента были заняты членами аристократии.
В апреле 2010 года Законодательное собрание приняло пакет политических реформ, в результате чего число народных представителей увеличилось с 9 до 17 с 10 местами для Тонгатапу, 3 для Вавау, 2 для Хаапая и по одному месту для Ниуаса и Эуа. Все депутаты избирались по одномандатным избирательным округам, в отличие от многомандатных округов, которые использовались ранее. Такие изменения означали, что уже 17 из 26 представителей (65,4 %) должны избираться прямым голосованием, а не 9 из 30 (30,0 %) как было до реформ. Аристократия по-прежнему сохранила 9 своих представителей, в то время как все остальные места, которые ранее назначались монархом были упразднены.
В то время как премьер-министр и его кабинет министров назначались монархом, после реформ за премьер-министра должны были голосовать избранные депутаты.
Изменения произошли после продемократических волнений в ноябре 2006 года, в которых погибло восемь человек, а большая часть делового района Тонгатапу уничтожена, когда люди протестовали против медленного движения к политической реформе. Изменения были полностью поддержаны королём. Один из кандидатов, Сионе Фонуа, сказал: «Король видел признаки того, что люди хотели перемен, и, к его чести, он позволил этому случиться».
Тонга — очень традиционное общество, и роль монархии в нём чрезвычайно важна. Отвечая на вопрос о влиянии нового законодательства на его роль, король заявил, что, хотя он официально не ограничивал свои полномочия после реформ он ограничен в возможностях их осуществлять. Аналитики считали, что пока нет уверенности, какие изменения принесёт политический сдвиг. Кроме этого, король сохраняет право вето на определенные законы, а также право распускать правительство.

## Выборы
Регистрация избирателей была закрыта 31 августа, было зарегистрировано около 42 тыс. избирателей. Однако в ноябре 2010 года Кризисный центр для женщин и детей выразил обеспокоенность тем, что до 40% избирателей, имеющих право голоса, не смогли зарегистрироваться.
Кандидаты были зарегистрированы 21 и 22 октября. Всего было зарегистрировано 147 кандидатов по 17 избирательным округам, из которых десять кандидатов были женщины. . Избирательные округа Тонгатапу 6 и 9 были наиболее конкурентными: по 15 кандидатов в каждом. Только три члена действовавшего кабинета участвовали в выборах.
В обращении к народу перед открытием избирательных участков король назвал голосование «это самый великий и исторический день для нашего королевства». Далее он сказал: «Вы выберете своего представителя в парламенте и, таким образом, первое избранное правительство за долгую историю нашей страны».

## Результаты
|  | Партия                                        | Голосов | %     | Мест |
|  | Демократическая партия Дружественных островов | 10 953  | 28,49 | 12   |
|  | Независимые                                   | 25 873  | 67,30 | 5    |
|  | Народно-демократическая партия                | 934     | 2,43  | 0    |
|  | Партия устойчивого развития нации             | 519     | 1,35  | 0    |
|  | Тонганская демократическая рабочая партия     | 519     | 1,35  | 0    |
|  | Аристократия                                  | 54      | —     | 9    |
|  | Всего                                         | 38 447  | 100   | 26   |
|  | Источник: Matangi Tonga                       |         |       |      |

По словам представителей избирательных комиссий, около 89% из 42 000 зарегистрированных избирателей проголосовали. Делегация из Австралии и Новой Зеландии присутствовала в Тонге для наблюдения за выборами, ходом которых они остались удовлетворены.
В результате выборов Демократическая партия Дружественных островов получила 12 из 17 мест «народных представителей», набрав лишь около 29% голосов, поскольку использовалась избирательная система относительного большинства.
Как только результаты были подведены, новоизбранные представители выбрали премьер-министра. Тонганцы, которые традиционно обращались к аристократии в поисках лидерства, ожидали, что он будет аристократом. После своего избрания представители знати объявили, что будут поддерживать незнатного премьер-министра, но в конечном итоге решили поддержать лорда Сиале ʻАтаонго Туʻивакано.